# 10962 Sonnenborgh
10962 Sonnenborgh è un asteroide della fascia principale. Scoperto nel 1960, presenta un'orbita caratterizzata da un semiasse maggiore pari a 2,3830888 UA e da un'eccentricità di 0,1656362, inclinata di 9,70586° rispetto all'eclittica.